# Hauteville House

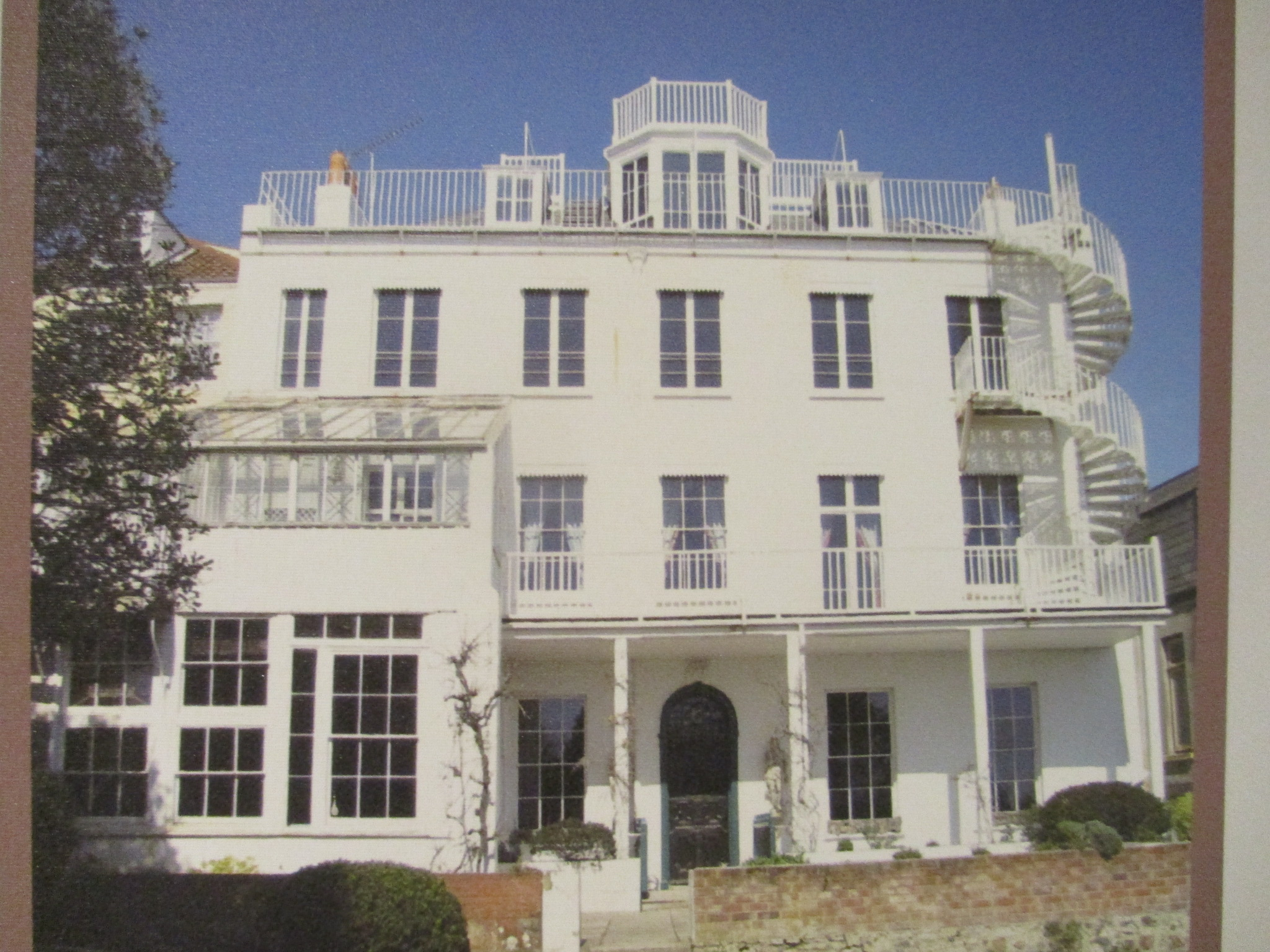
Hauteville House in Saint Peter Port

Das Hauteville House ist ein Stadthaus auf Guernsey in der Hauptstadt Saint Peter Port. Der französische Schriftsteller Victor Hugo lebte nach einem Aufenthalt auf Jersey in diesem Haus von 1856 bis 1870 im Exil, da er 1851 aus Frankreich verbannt worden war. Heute wird es von den Paris Musées mit verwaltet und heißt Hauteville House, Maison d’exil de Victor Hugo.

## Geschichte

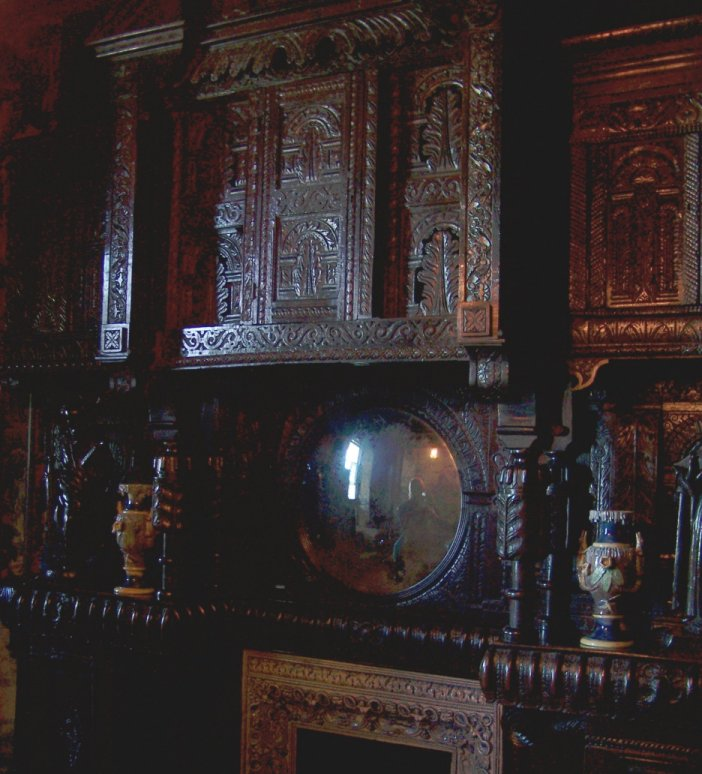
Die von Hugo selbst entworfene Innenausstattung eines Raumes

Das Haus hatte um 1800 ein britischer Korsar erbauen lassen. Es hatte den Ruf eines Geisterhauses, in dem eine Frau spuken sollte, die Selbstmord begangen hatte; es blieb daher längere Zeit unbewohnt. Victor Hugo kaufte das Haus am 16. Mai 1856 mit Hilfe des Honorars, das ihm die Veröffentlichung des Werks Les Contemplations eingebracht hatte. Aufgrund des Wohnsitzes durfte er auf der Insel bleiben, da nach den Gesetzen von Guernsey ein Grundbesitzer nicht ausgewiesen werden durfte. Hugo ließ es nach eigenen Entwürfen umbauen, möblieren und dekorieren.
Victor Hugo lebte in dem Haus 38 Rue Hauteville in Saint Peter Port in den Jahren von 1856 bis 1870 und besuchte es 1872/73, 1875 und im Sommer 1878 erneut. Im Jahr 1862 vollendete er hier den bereits ab den 1830er Jahren geplanten und 1845 in Frankreich begonnenen Roman Les Misérables (Die Elenden), der später vielfach verfilmt worden ist. 1866 entstand sein Werk, Les Travailleurs de la mer (Die Arbeiter des Meeres), ein Roman, der auf Guernsey spielt und das harte Leben der Küstenfischer schildert.
Im März 1927 übergaben Hugos Nachkommen das Haus samt Inventar an die Stadt Paris. Gegenwärtig beherbergt es ein französisches Honorarkonsulat sowie das Victor-Hugo-Museum. Die Räume in drei Stockwerken und dem ausgebauten Dachgeschoss – Hugos Arbeitszimmer „Lookout“ – die Hugos ursprüngliche Ausstattung zeigen und der üppig bepflanzte Garten sind für Besucher zugänglich. Am 14. Juli 1870 pflanzte der Schriftsteller dort die Chêne des États-Unis d’Europe (die Eiche der Vereinigten Staaten von Europa).
Zwischen 2017 und 2019 konnten dank des Mäzenatentums der Pinault Collection und der Stadt Paris umfangreiche Restaurierungsarbeiten durchgeführt werden. Es wurden konservatorische und restauratorische Arbeiten durchgeführt, um das ursprüngliche Erscheinungsbild der von Victor Hugo selbst entworfenen und ausgeführten Dekorationen wiederherzustellen.

## Restaurierungen

### Das Vestibül
Das Vestibül erhielt seine ursprüngliche Farbigkeit und Helligkeit zurück. Die Panoramatapete, die Victor Hugo an den Wänden und an der Decke angebracht hatte, um einen Pergola-Effekt zu erzielen, wurde durch eine neue ersetzt, die aus den originalen Holzplatten des Maison Zuber hergestellt wurde. Die Jalousien aus bemaltem Bambus wurden gereinigt und gefestigt. Das Flachrelief mit Motiven aus Notre-Dame de Paris, das bei dieser Gelegenheit als Rahmen des Malers Antoine Rivoulon identifiziert wurde, wurde ebenfalls restauriert.

### Der Rote Salon
Aufgrund der natürlichen Abnutzung der Seide war der Damast, mit dem die Wände und Sitze bespannt waren, verschwunden und mehrfach ersetzt worden. Da sein ursprüngliches Muster in den Archiven des Maison Pierre Frey gefunden wurde, konnte es mit Hilfe der aufgefundenen Fragmente originalgetreu neu gewebt werden. Die stark beschädigten oder verschwundenen chinesischen Stickereien auf elfenbeinfarbener Seide an der Tür und am Kaminvorhang wurden von Lesage Intérieurs anhand der noch vorhandenen Elemente und alter Fotografien neu entworfen und gestickt. Sie geben dem Salon den hellen Kontrast zwischen Weiß und Farbe zurück, der verschwunden war. Die großen Türen aus rotem und goldenem Lack wurden ebenso restauriert wie die meisten Möbelstücke, darunter der kleine Tisch aus Boulle-Marketerie, die Sitzmöbel und die Torchon-Figuren auf dem Kamin. Die letzte Maßnahme war die originalgetreue Restaurierung des großen Kronleuchters für die Gasbeleuchtung. Der Raum, der eine der Prioritäten der Kampagne darstellte, erfährt somit eine Rückführung zu seinem ursprünglichen Erscheinungsbild, das durch die Phantasie Victor Hugos geprägt wurde. Dieser Raum diente Hugo als Ort der Lektüre für seine Familie, wobei er ihnen die gerade verfassten Seiten vorlas.

### Die Eichengalerie
Die Eichengalerie wies eine gestalterische Diskrepanz auf, obwohl sie für Victor Hugo, der den gesamten Raum – Wände, Boden und Decke – als Einheit behandelte und keine Fläche unberücksichtigt ließ, von entscheidender Bedeutung war. Der Wandteppich aus dem 15. Jahrhundert, der das Leben der Jungfrau Maria illustriert, war vor der Schenkung des Hauses verkauft worden. Er konnte als Faksimile im Digitaldruckverfahren nach dem Original, das heute im Musée de Cluny (Paris) aufbewahrt wird, wiederhergestellt werden. Ein weiterer Schwerpunkt lag auf der Wiederherstellung des Teppichbodens, der auf den ersten Fotografien der Eichengalerie zu sehen war und den Victor Hugo als "den weißen Teppich meiner Wohnung" bezeichnete. Diese Arbeit wurde alten Unterlagen durchgeführt. Schließlich wurden Konsolidierungsmaßnahmen am Leder durchgeführt und die Patina der Möbel, die durch das Licht auf der Fensterseite gelagert wurden, ausgeglichen. Im Jahr 2022 wurden die Wandleuchten, die den Raum auf beiden Seiten des Kamins beleuchteten, originalgetreu nachgebaut.

### DasLook Out
Vor dem Bau des Look Out im Jahr 1862 arbeitete Victor Hugo in dem Raum, der sich heute davor befindet. Hier nahm er die Arbeit an Les Misérables wieder auf und beendete sie. Durch den Einbau von verglasten Bücherregalen, die auf den Sofas ruhen, und durch die Abnutzung des löchrigen Filzes hatte der Raum sein ursprüngliches Aussehen und den Eindruck eines grünen Nestes verloren, der auf dem Foto von Edmond Bacot aus dem Jahr 1862 zu sehen ist. Dieser symbolträchtige Raum sollte durch eine umfassende Renovierung sein ursprüngliches Aussehen zurückerhalten. Die Bücherregale wurden entfernt, der Filz an den Wänden und Sofas sowie die Brokatdecke wurden erneuert. Die Karte der Kanalinseln, die Victor Hugo bei der Abfassung von Les Travailleurs de la mer benutzte, wurde restauriert, aber aus konservatorischen Gründen durch ein Faksimile im Originalrahmen ersetzt, ebenso wie die Zeichnung Ecce Lex (Der Gehängte), ein Protest gegen die Todesstrafe.
Mehr noch als das Vorzimmer wurde das Panorama zum symbolischen Raum des Schriftstellers in Hauteville House. Da er jedoch starken Klima-, Feuchtigkeits- und Lichtschwankungen ausgesetzt ist, hat dieser "Kristallraum", wie Hugo ihn nannte, im Laufe der Jahre stark gelitten. Strukturelle Probleme, die auf seine Planung und Konstruktion zurückzuführen waren, erforderten eine umfassende Reaktion mit einer kompletten Neugestaltung der Struktur. Die Wandverkleidung aus dem gleichen bedruckten Filz wie im Vorraum wurde restauriert. Die Sofas wurden mit türkischen Teppichen bezogen und die Spiegel restauriert. Eine weitere Maßnahme war die Wiederherstellung der Polychromie der gravierten und bemalten Paneele, die die Türunterseiten schmückten, sowie des Frieses, der sich am Fuß des Glasdaches befand. Diese Arbeit stützte sich auf winzige Farbreste in den Vertiefungen der Gravuren und auf den Vergleich mit den Tafeln der Dekoration von Hauteville II, der Residenz von Juliette Drouet, die heute an der Place des Vosges aufbewahrt werden. 

### Restaurierung des Gartens
Zeitgenössische Fotografien zeigen den wilden Garten, den sich Victor Hugo gewünscht hatte. In diesem Sinne hat der Landschaftsarchitekt Louis Benech den Garten umgestaltet und neu bepflanzt. Eine Allee wurde entfernt, um den Schlangenbrunnen wieder in den Mittelpunkt zu rücken. Die von Victor Hugo gepflanzte Eiche der Vereinigten Staaten von Europa wurde freigelegt. Die Kamelien, die Victor Hugo gepflanzt hatte, um das Gewächshaus zu verdecken, die aber seit einigen Jahren auch den Blick auf die Inselgruppe und "nach Frankreich" versperren, wurden zurückgeschnitten.

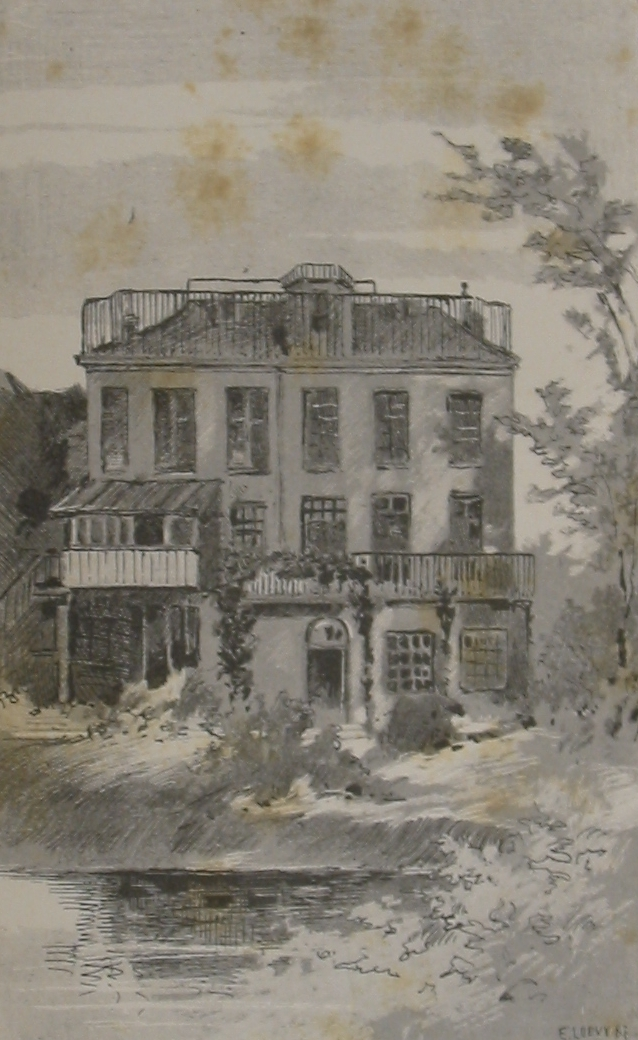
Illustration von Edward Loevy, 1888
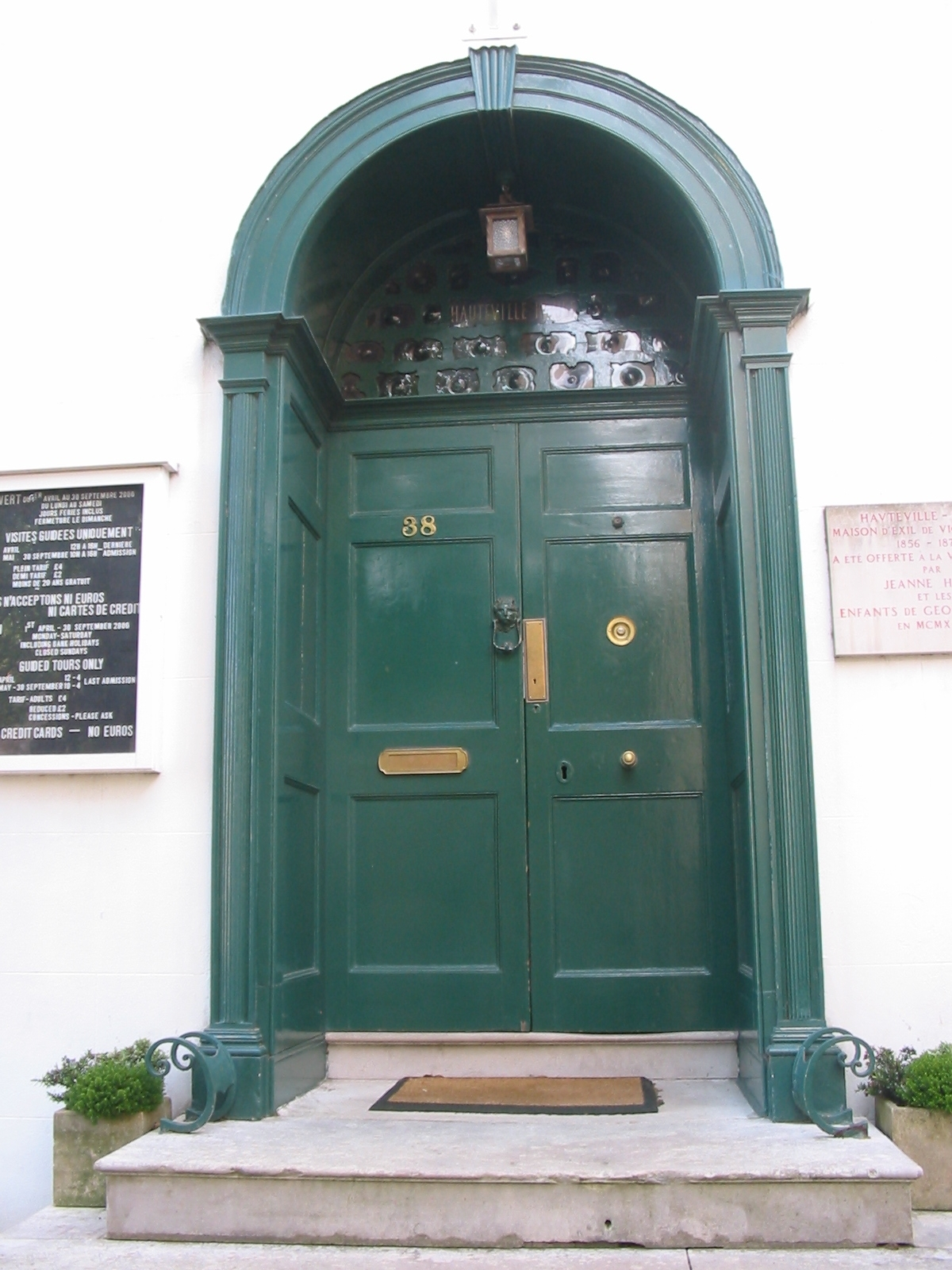
Die Eingangstür
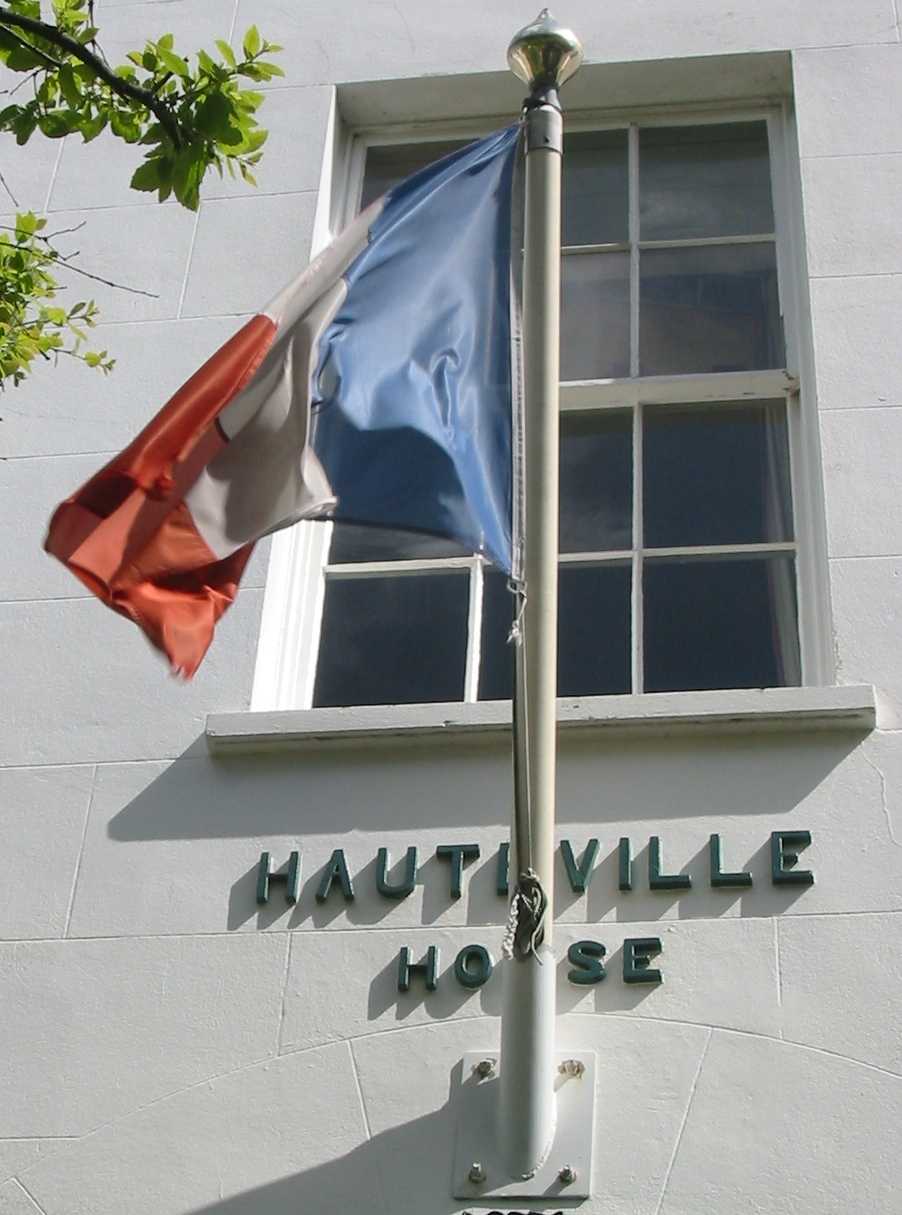
Fahne über der Eingangstür
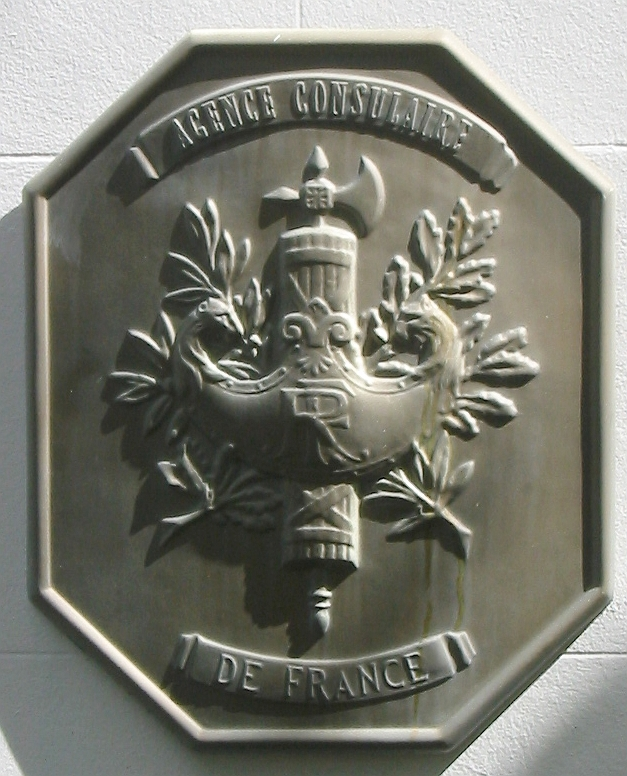
Konsulatsplakette
Gartenansicht
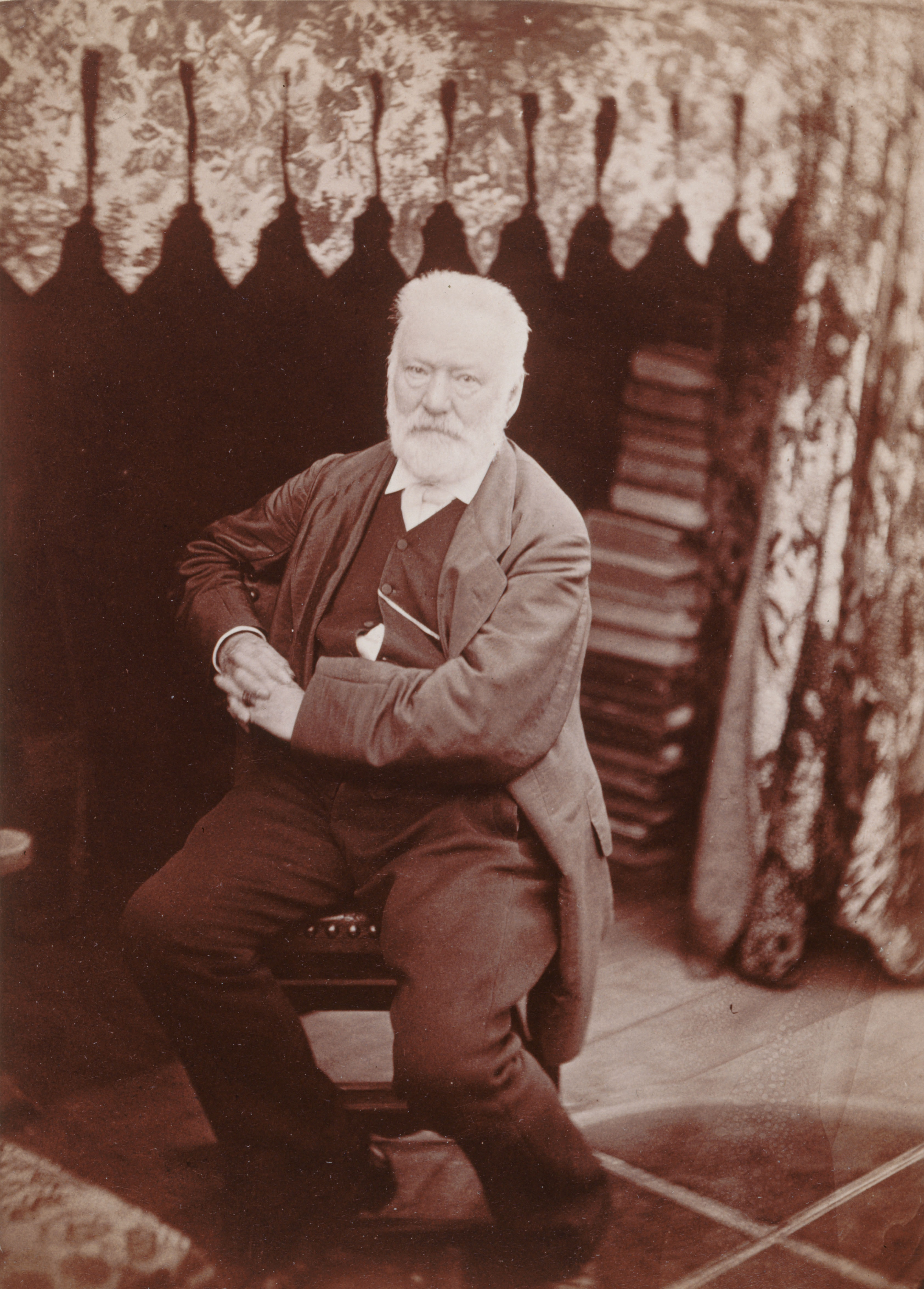
Victor Hugo im „Lookout“, 1878
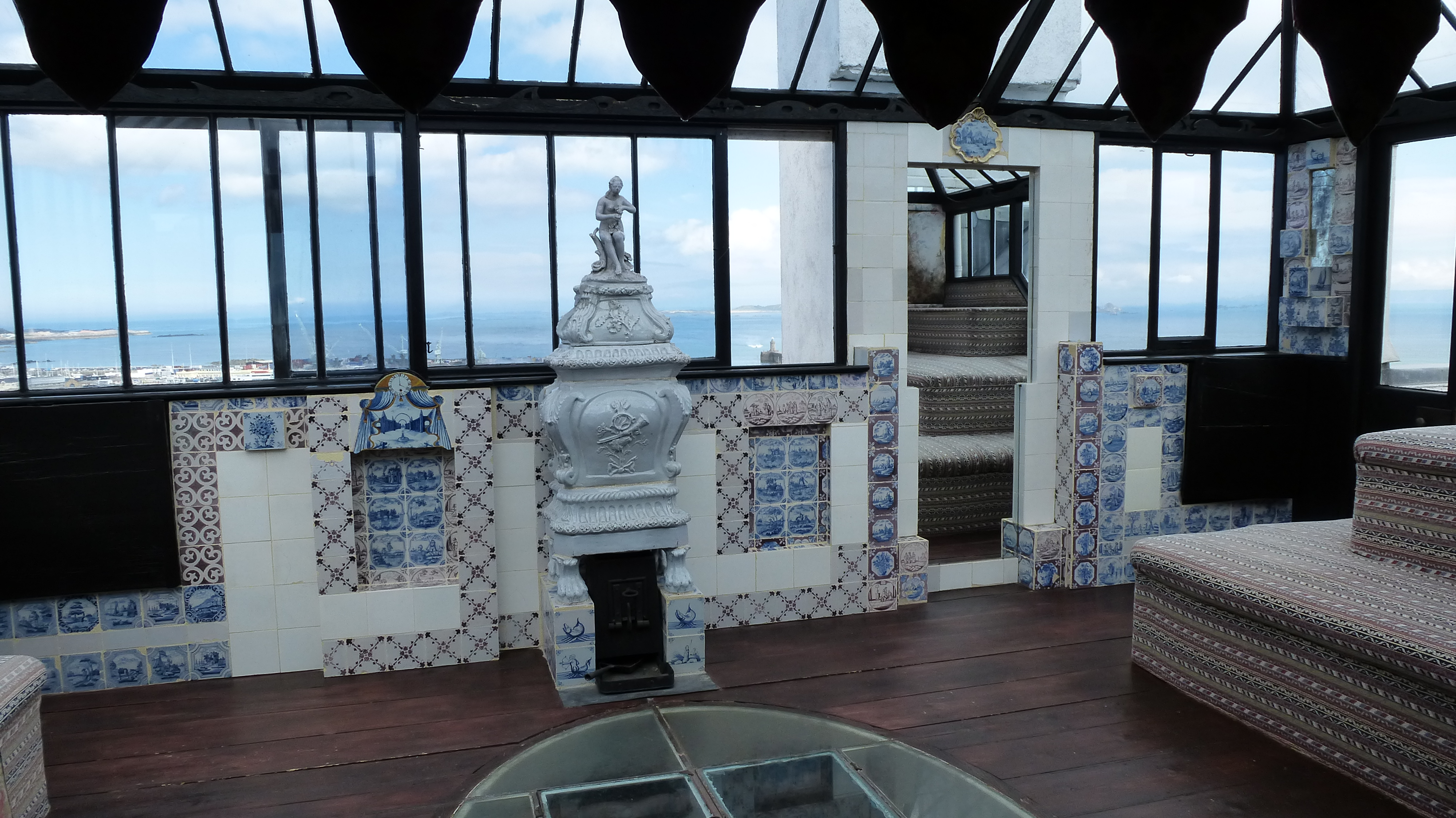
Arbeitszimmer „Lookout“
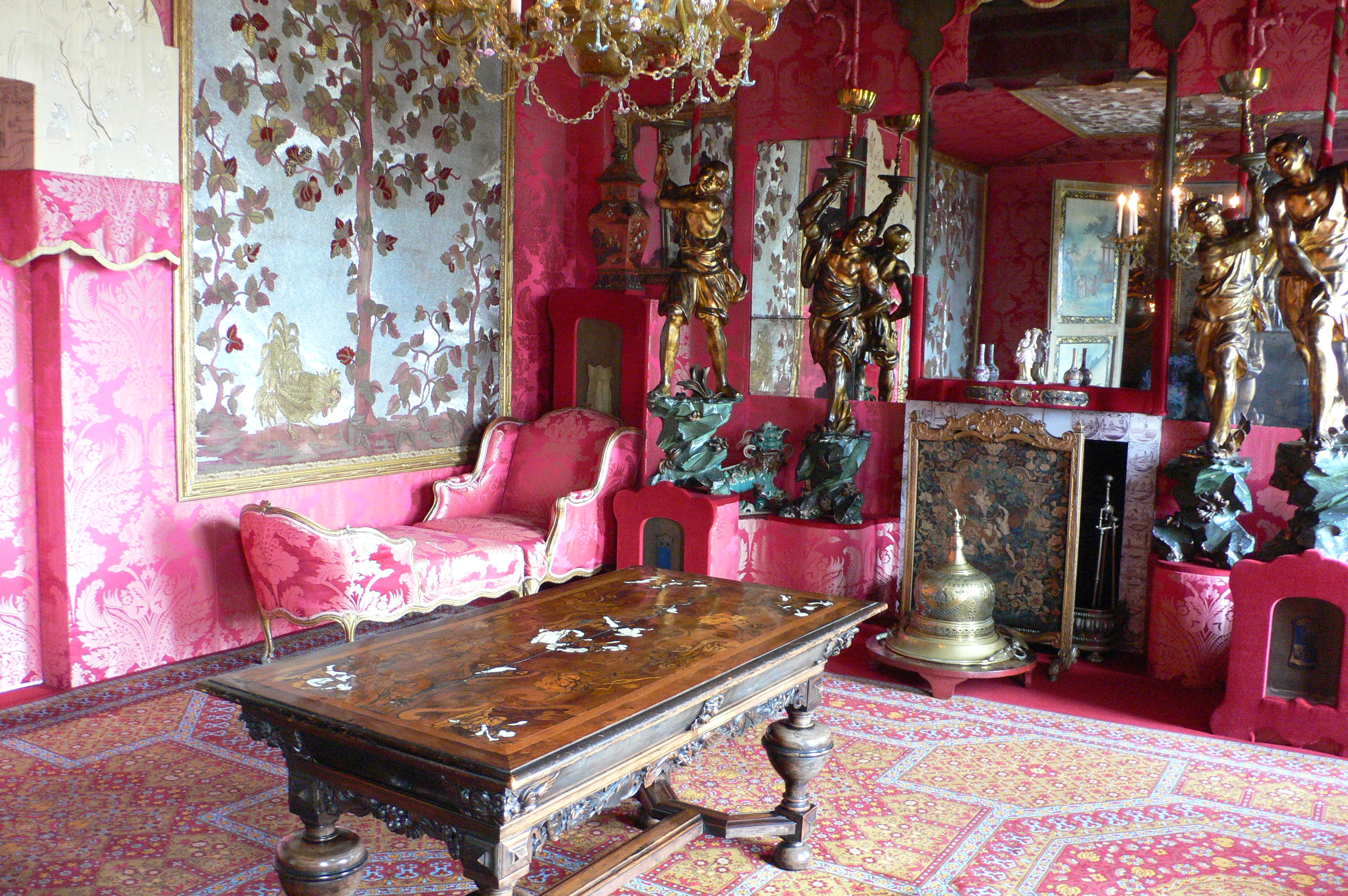
Innenausstattung
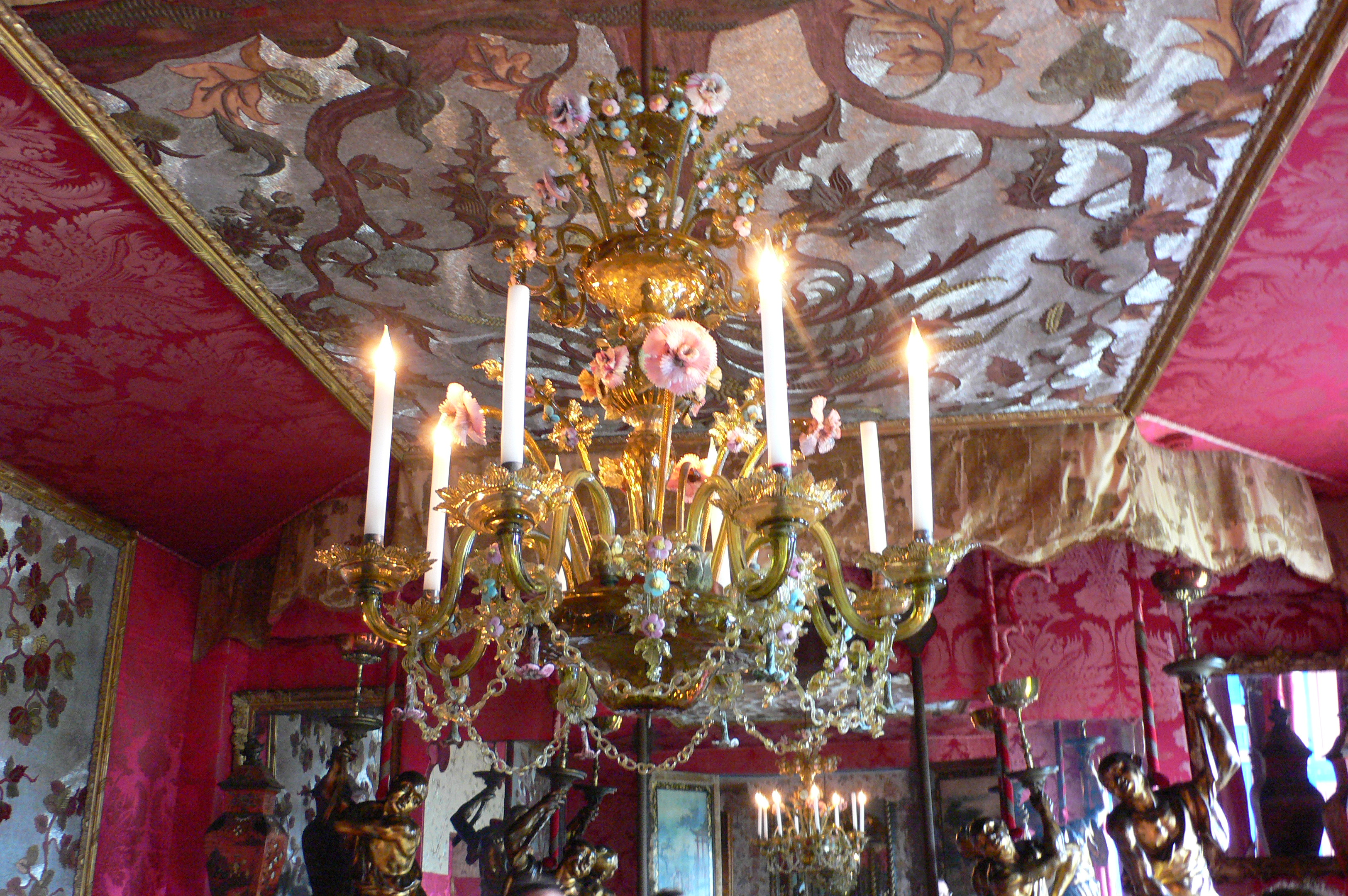
Kronleuchter im Haus
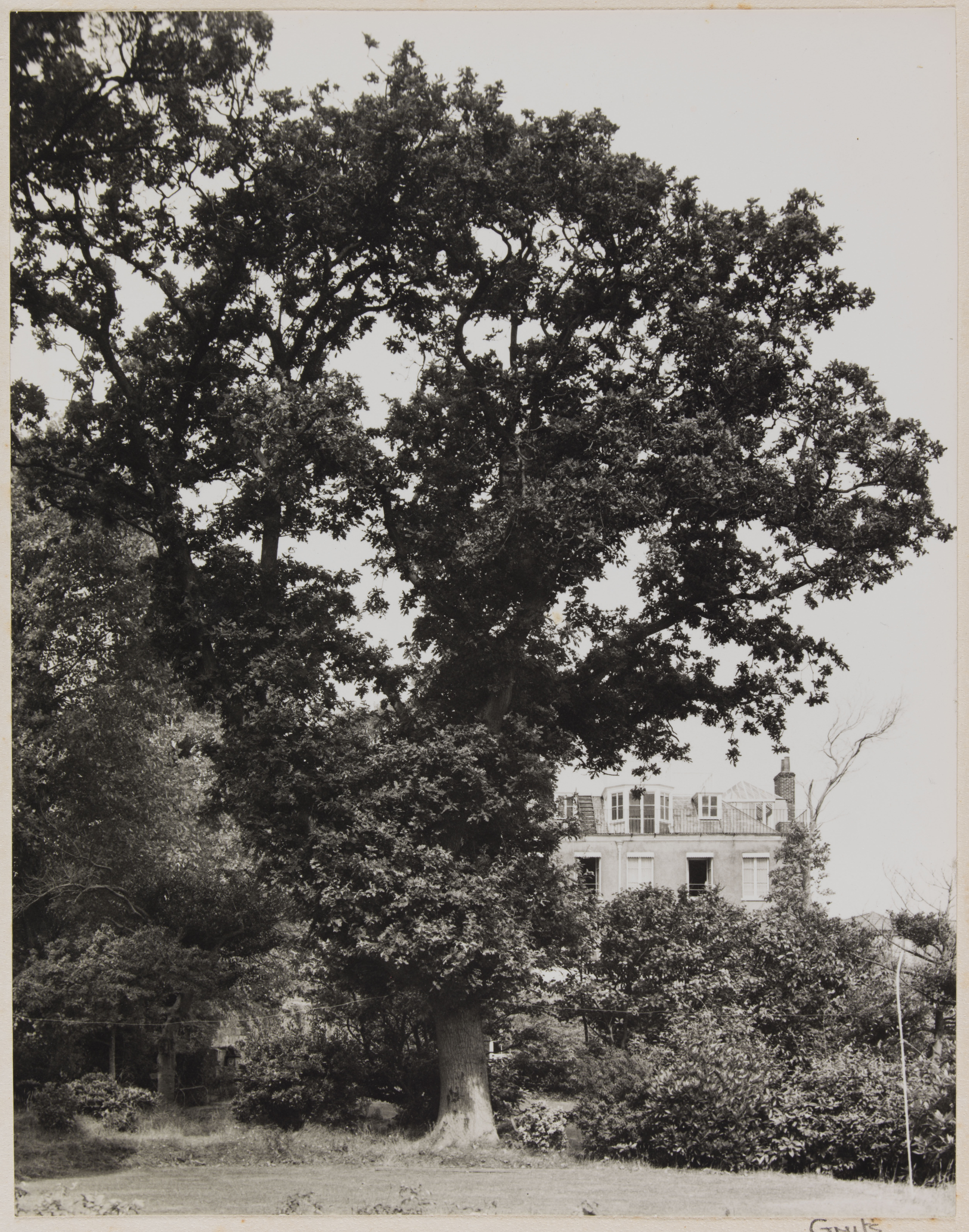
Eiche der Vereinigten Staaten von Europa. Um 1900, von Thomas Alfred Grut (1852–1933)